# Omaha Open
Il Omaha Open conosciuto anche come Midlands International Indoor Tennis Championships è stato un torneo di tennis. Ha fatto parte dello USLTA Indoor Circuit dal 1971 al 1974 a Omaha negli Stati Uniti su campi in sintetico indoor. Nel 1975 era prevista un'ulteriore edizione che è stata annullata.

## Albo d'oro

### Singolare
| Anno | Vincitore    | Finalista         | Punteggio     |
| ---- | ------------ | ----------------- | ------------- |
| 1969 | Cliff Richey | Joaquín Loyo-Mayo | 6–4, 6–2      |
| 1970 | Stan Smith   | Jim Osborne       | 6–2, 7–5, 6–3 |
| 1971 | Ilie Năstase | Cliff Richey      | 6–4, 6–3, 6–1 |
| 1972 | Ilie Năstase | Ion Țiriac        | 2–6, 6–1, 6–1 |
| 1973 | Ilie Năstase | Jimmy Connors     | 5–0 ritiro    |
| 1974 | Karl Meiler  | Jimmy Connors     | 6–3, 1–6, 6–1 |

### Doppio
| Anno | Vincitori                     | Finalisti                    | Punteggio     |
| ---- | ----------------------------- | ---------------------------- | ------------- |
| 1969 | Cliff Richey Tom Edlefsen     | Mark Cox Jim McManus         | 7–5, 6–3      |
| 1970 |                               |                              |               |
| 1971 | Clark Graebner Thomaz Koch    | Jim McManus Jim Osborne      | 6–4, 4–6, 6–4 |
| 1972 | Ilie Năstase Ion Țiriac       | Andrés Gimeno Manuel Orantes | 5–7, 6–4, 7–6 |
| 1973 | William Brown Mike Estep      | Jimmy Connors Juan Gisbert   | Abbandono     |
| 1974 | Jürgen Fassbender Karl Meiler | Ian Fletcher Kim Warwick     | 6–2, 6–4      |